# 太陽の鐘
太陽の鐘（たいようのかね）は、岡本太郎の制作した梵鐘。高さ約6メートルのモニュメントに直径約1.2メートル・高さ約2.4メートルの梵鐘が吊り下げられて一体をなす作品である。現在、群馬県前橋市に設置。
彼が生涯に制作した2点の梵鐘のうちの一つ（もう一つは名古屋市北区の久国寺の「歓喜の鐘」）。

## 沿革
1966年、日本通運が静岡県伊豆の国市に開園した日通伊豆富士見ランドに設置される。川崎市岡本太郎美術館学芸員の大杉浩司によると、この作品にも岡本の提唱した「双極主義」の理念が見てとれる。駿河湾と富士山が見える高台に設置されることを前提に制作された本作品は、雄大な自然とそれに抗いながら生きてきた人間の存在を対立軸として表す。
- 制作者:岡本太郎
- 発注者:日通伊豆観光開発株式会社
- 構造設計者:工博・水原旭
- 施工者:鹿島建設株式会社横浜支店、ノバ・工芸株式会社
  - 釣鐘鋳造:中川梵鐘店
  - タイル（土台）:小林窯業株式会社
  - テラゾー（人造大理石、土台）:大和興業株式会社
- 工期:1966年5月14日 - 7月8日（以上出典:[5]）

1999年、同施設の閉鎖以後は非公開の状態で日通が保管。幻の作品と呼ばれる。
ほぼ日刊イトイ新聞主宰・糸井重里を通してこの作品の存在を知った「太陽の会」は、前橋市再生のシンボルにすべく修復と移設を提案。
2017年、前橋市に寄贈されることが決まる。前橋市によると、民間と連携したまちづくりを進める市の姿勢に賛同したとして日通から寄贈の打診があった。2017年4月21日、前橋市はこの作品を市内千代田町の広瀬川河畔の市所有地に設置することを市議会総務常任委員会に報告した。
2017年5月9日、移設を仲介する「太陽の会」が都内でプロジェクトの概要を発表した。それによると、モニュメント部分を修復の後同年10月、広瀬川河畔に移設予定であるという。
2018年3月31日、広瀬川河畔にて移設の記念式典が行われた。式典中、田中仁は「民間のエネルギーと行政のサポートでいい形ができた」とあいさつした。また、糸井重里は「子どもたちが大人になったとき、自慢できるようなものになってほしい」と話した。

### 太陽の会
太陽の会（たいようのかい）は、群馬県前橋市の地方創生を目指すまちづくり支援団体。前橋市が2016年8月、地域再生プラン「前橋ビジョン」を発表したのを受け結成された。2017年現在、前橋市に拠点を置く24の企業で構成されている。会長は株式会社ジンズ代表取締役社長の田中仁。参画する企業は毎年純利益の1％（ただし下限は100万円）を前橋市の活性化のために寄付する。